# 東京医科歯科大学総合医療短期大学部
東京医科歯科大学総合医療短期大学部（とうきょういかしかだいがくそうごういりょうたんきだいがくぶ）は、東京都文京区湯島において1967年に設置計画があったものの開学しなかった日本の国立短期大学である。詳細は後述。

## 概要
- 東京都文京区に設置される予定のあった日本の国立短期大学で、その併設元は言うまでもなく東京医科歯科大学。
- 当時、東京医科歯科大学には4つの各種学校を従えており[2]、そのうち歯科技工士を除く3校を短期大学へ移行させる計画があったことがうかがえる。
- 1967年度の開学を目指して申請するも、諸般の理由で開学できず。そのあとは申請させることもなく日の目をみることがなかった[注 3]。

## 設置予定地
- 東京都文京区湯島[注釈 1]。

## 設置予定だった学科
- 看護系 入学定員60名[注釈 2]
- 衛生検査技師系 入学定員20名[注釈 2]
- 歯科衛生士系 入学定員50名[注釈 2]